# Za'atara
Za'atara (àrab: زعتره, Zaʿtara) és un municipi palestí en la governació de Betlem al centre de Cisjordània, situat 11 kilòmetres al sud-est de Betlem. Segons l'Oficina Central d'Estadístiques de Palestina (PCBS), tenia 7.915 habitants en 2016.
En la vespra de guerra araboisraeliana de 1948, i després dels acords d'armistici araboisraelians de 1949, Beit Liqya fou ocupada pel regne haixemita de Jordània. Després de la Guerra dels Sis Dies de 1967 va romandre sota l'ocupació israeliana.